# Pasar Bhayangkara
Pasar Bhayangkara is een bestuurslaag in het regentschap Muara Enim van de provincie Zuid-Sumatra, Indonesië. Pasar Bhayangkara telt 5114 inwoners (volkstelling 2010).